# Минут за бег
Минут за бег (енгл. Gone in 60 Seconds) је амерички акционо пљачкашки филм из 2000. године, у њему глуме Николас Кејџ, Анџелина Џоли, Ђовани Рибизи, Кристофер Еклстон, Роберт Дувал, Вини Џоунс и Вил Патон. Режију потписује Доминик Сена, а по сценарију Скота Розенберга. Продуцент филма је Џери Брукхајмер. Филм је римејк филма из 1974. године и базиран је на филму који има исти назив из 1974. године.
Филм је сниман широм Лос Анђелеса и Лонг Бича у Калифорнији. Реализован је 9. јуна 2000. године од стране Buena Vista Studios. По изласку, Минут за бег је углавном добијао негативне критике од стране критичара, критичари су напали и писце и режију као и глумце, иако су акционе секвенце похваљене. Упркос негативним критикама филм је зарадио 237 милиона долара, а имао је буџет од 90 милиона долара.

## Радња
Кип Рејнс (Ђовани Рибизи), је амбициозни али несрећни крадљивац аутомобила у Лос Анђелесу. Он ради са својом екипом како би украо 50 врхунских аутомобила за Рејмонда Калитрија (Кристофер Еклстон), Британског гангстера који је преузео организовани криминал на Лонг Бичу. Калитријева база је на отпаду близу докова. Он такође има страст за обраду дрвета и он је саградио свој први мртвачки ковчег, који поприма злослутне призоре док Кипов план наилази на озбиљне потешкоће.
Док краде Порше 996, Кип разбија прозор са циглом и касније се упушта у импровизовану уличну трку, његово несмотрено понашање привлачи пажњу полиције. Кип и његова екипа избегавају хапшење, али су приморани да напусте складиште и кола која су украли до сада. Детектив Каслбек (Делрој Линдо) и Драјкоф (Тимоти Олифант) заплењују аутомобиле и започињу истрагу.
Калитри киднапује Кипа и прети му да ће га убити у дробилици аутомобила зато што није успео да обави посао. Калитријев сарадник, Атли Џексон (Вил Патон) саосећа са Киповом ситуацијом, он одлази да посети Киповог старијег брата, Рендала "Мемфиса" Рејнса (Николас Кејџ) бившег крадљивца аутомобила који се повукао из тог посла пре неколико година, да би му објаснио ситуацију. Мемфис се састаје са Калитријем да би преговарао о Киповој слободи, Мемфис нуди новац Калитрију али овај то одбија. Калитри пристаје да ослободи Кипа, али само уколико Мемфис украде педесет аутомобила за 72 сата. Ако кола не буду достављена на време, Калитри ће пронаћи Кипа и убити га.
Мемфис посећује свог ментора Ото Халивела (Роберт Дувал) и они окупљају екипу од Мемфисових старих сарадника, који су у пензији. То су Дони Астрики (Чи Мекбрајд), који је сада инструктор вожње; Сфинга (Вини Џоунс), неми погребник; Сара "Свеј" Вејланд (Анџелина Џоли), механичар и бармен, она је имала романтичну везу са Мемфисом. Кип и његова екипа се такође пријављују да помогну. Знајући да ће полиција бити опрезна због крађа, Мемфис препоручује да се сва кола украду у року од 12 сати. Група почиње да идентификује аутомобиле које желе да украду, дајући сваком аутомобилу женско име да би могли да причају о њима, а да их полиција не ухвати. Последњи аутомобил на списку је Форд Шелби ГТ500, звани "Еленор". Мемфис инсистира да се овај аутомобил сачува за крај. Он је покушавао да украде "Еленор" неколико пута у прошлости, али му је сваки покушај пропао (Делује да се име генерално односи на `67 ГТ500, а не на овај конкретни пример).
Док извиђа локацију кола, Мемфис налети на Каслбека и Драјкофа. Иако га не могу оптужити за неки злочин, они га упозоравају да ће га пажљиво пратити и да ће га ухапсити уколико прекрши закон на било који начин. Детективи касније разговарају са информатичарем који им каже да су неки од претходних Кипових Мерцедеса, који су украдени, имали наручене ласерски сечене кључеве директно из Хамбурга у Немачкој. Они су онда поставили заседу да посебно надгледају ове аутомобиле.
Пре него што пљачке почну, члан Кипове екипе импулсивно краде Кадилак Елдорадо који није на списку, пронашао га је без надзора са кључевима који су били у аутомобилу. Они отварају пртљажник и проналазе хероин. Док се екипа расправља шта да раде са колима, Каслбек и Драјкоф се појављују. Мемфис и екипа покушавају да преваре детективе, причајући им да су аутомобили довезени у њихову радњу да би их они средили. Каслбек се претвара да је насео на то, али када су отишли открива Драјкофу да је видео листу у радњи о свим полицијским јединицама које раде ту ноћ, доказујући на тај начин да ће се догодити пљачка и да је Мемфис умешан.
На ноћ пљачке, већина пљачки је била успешна, а чланови екипе испоручују кола на Калитријев док. Када се Мемфис и остали припреме да украду Мерцедес са кључем који су посебно наручили, Мемфис спази да их Каслбек и Драјкоф надгледају из комбија за надзор и екипа одустаје од тих аутомобила. Уместо тога они одлучују да провале у полицијско складиште, скрену пажњу чувара и украду Мерцедес из претходне пљачке. План се прекида када Отов пас поједе кључ Мерцедеса, и план се одлаже све док пас не избаци кључеве. Међутим, они коначно успевају.
Други застој се догађа када се члан Кипове екипе, коме је речено да се не меша, сакрије у комбију и изводи крађу Кадилак Ескаладе и тако доводи до кратке полицијске потере. Он се повређује у пуцњави и мора да буде одведен у болницу. У међувремену, Мемфис и Свеј обнављају своју везу док краду Плимут Баракуду.
Каслбек, бесан што није могао ухватити Мемфиса у крађи, враћа се у заплењено складиште да би потражио још доказа. Он открива део поломљене УВ лампе, касније се поново враћа у складиште са УВ лампом која ради и открива листу са педесет аутомобила који су исписани са ултра - љубичастом бојом на табли. Схватајући да има превише аутомобила да би их све надгледали, Каслбек се фокусира на Шелби ГТ500, знајући за Мемфисову страст према овом аутомобилу и за његову реткост. Он проверава и открива да има само један `67 Шелби у том подручју, који је регистрован на Интернационалну компанију у Лонг Бичу.
У тренутку када се Мемфис спрема да украде Еленор стижу и детективи. Мемфис их води у опасну потеру широм града и око докова, у којој учествује много полицијских кола и један хеликоптер, користећи НОС док вози поред реке Лос Анђелес. Мемфис коначно успева да измакне детективима код моста Винсента Томаса, који је блокиран због једне несреће, скочивши са Еленор преко рампе вучног возила и слетања на другу страну.
Мемфис испоручује оштећена кола Калитрију, али пошто Мемфис касни 12 минута и пошто је ауто оштећен, Калитри одбија да прихвати кола. Калитри потом уништава аутомобил и наређује да убију Мемфиса. У међувремену, Кип и Атли заузимају кран на отпаду и користе га да ударе чуваре и да спасу Мемфиса, а Калитрија приморавају да бежи у складиште на доку. Мемфис креће у потеру баш у тренутку када Каслбек и Драјкоф стижу. Мемфис у Калитри се упуштају у игру мачке и миша у складишту, а бука привлачи и детективе унутра.
У тренутку када Калитри сатера Мемфиса у ћошак Каслбек се појављује и збуњује Калитрија, који се припрема да упуца Калсбека. Док Каслбек покушава да прича са Калитријем и одговори га од тога да га упуца, Мемфис напада Калитрија из заседе и гура га преко ограде да би спасио Каслбека. Калитри пада у мртвачки ковчег који је био намењен Кипу или Мемфису, а пад га је убио одмах. Каслбек је приметио да му је Мемфис управо спасао живот, и одлучује да га пусти да оде уместо да га ухапси. Док је одлазио, Мемфис је рекао Каслбеку где да нађе бродски контејнер који је пун украдених аутомобила како би их вратио власницима и потом ухапсио Калитријеву екипу.
Мемфисова екипа слави уз роштиљ и Кип открива да је продао свој мотор да би купио зарђали, уништени Форд Шелби ГТ500 из 1967. године, који је поклонио Мемфису и тако му се захвалио што му је спасао живот. Ото обећава да ће обновити аутомобил, али прво Мемфис мора да провоза Свеј у аутомобилу. Аутомобил се покварио пре него што су успели да изађу из дворишта.

## Улоге
- Николас Кејџ као Рендал "Мемфис" Рејнс
- Анџелина Џоли као Сара "Свеј" Вајланд
- Роберт Дувал као Ото Халивел
- Вил Патон као Атли Џексон
- Делрој Линдо као Детектив Роланд Каслбек
- Ђовани Рибизи као Кип Рејнс
- Кристофер Еклстон као Рејмонд Калитри
- Вини Џоунс као Сфинга
- Скот Кан као Тамблер
- Џејмс Дувал као Фреб
- Тимоти Олифант као Детектив Драјкоф
- Чи Мекбрајд као Дони Астрики
- Вилијам Ли Скот као Тоби
- Грејс Забриски као Хелен Рејнс
- Франсeс Фишер као Џуни Халивел
- Стивен Шелен као Роџер
- Тревор Годард као Дон
- Мастер П. као Џони Б.
- Кармен Арџензијано као Детектив Метју
- Боди Елфман као Фази Фризел
- Ари Грос као Џејмс Лејквуд
- Ден Хилдебранд као Сол
- Мајкл Пења као Игнацио
- Џон Керол Линч као чувар у полицијском складишту

## Продукција
1995. године Денис Шакаријан Халицки је склопила уговор да продуцира римејк филма са компанијом Дизни и Џеријем Брукхајмером. Снимање је почело 1999. године са Халицкијевом као извршном продуценткињом.
Наратор за трејлер филма је била Мелиса Дизни и филм је заслужан као један од првих већих филмова који су користили женске гласове за трејлер.

### Музика из филма
Музика из филма садржи мешавину рока, електронске музике и хип хоп музике која је реализована 6. Јуна 2000. године од стране Island Def Jam Music групе. Била је на 69 месту по популарности на Билборду који објављује 200 најпопуларнијих песама.

## Издање

### Зарада
Минут за бег је имао премијеру 9. Јуна 2000. године. Првог викенда, Минут за бег је зарадио $25,336,048 у 3,006 биоскопа у Америци, више од свих филмова тог викенда. До краја приказивања у биоскопима зарадио је $101,648,571 у Америци и $135,553,728 у биоскопима широм света. Филм је укупно зарадио $237,202,299. Иако је филм зарадио $237 милиона, писац Едвард Епстајн је тврдио да је изгубио $90 милиона када се у обзир узму сви трошкови, укључујући и $103, 3 милиона колико је коштало да се направи филм. У обзир се узето 4 године колико је требало да се реализује филм.

### Критике
Критике сајта Ротен Томејтоуз извештавају да је 25% од 137 критика дале позитивну оцену филму, са просечним рејтингом од 4.42/10. Сајт даље наводи: "Иако су добитници Оскара Николас Кејџ, Анџелина Џоли и Роберт Дувал радили на овом пројекту, квалитет филма Минут за бег је разочаравајуће низак. Радња је смешна, чак и сцене са потером аутомобилима, које су обећавале, су досадне". На сајту Метакритик филм је добио просечан скор 35/100, у обзир су узете 34 критике, указујући на "генерално неповољне критике". Публика коју је анкетирао сајт CinemaScore дали су филму просечну оцену "Б+" на скали од А+ до Ф.
На додели награда за лоше филмове 2000. године, овај филм је освојио награду за најгори сценарио за филм који је зарадио преко $100 милиона користећи холивудску математику, а музика је означена као наметљива, Анџелина Џоли је била номинована за најгору фризуру на сцени, али је изгубила награду захваљујући Џону Траволти и Форесту Витакеру који су глумили у филму Battlefield Earth.